# Big City Blues (1932)
Big City Blues is een Amerikaanse filmkomedie uit 1932 onder regie van Mervyn LeRoy.

## Verhaal
De naïeve Bud Reeves besluit zijn geboortedorp te verlaten en het erop te wagen in New York. Zijn neef Gibbony kan hem er op weg helpen. Hij organiseert feestjes in de hotelkamer van Bud, zodat hij kennis kan maken met het snelle leven in de grote stad.

## Rolverdeling
| Acteur            | Personage           |
| ----------------- | ------------------- |
| Joan Blondell     | Vida Fleet          |
| Eric Linden       | Bud Reeves          |
| Jobyna Howland    | Serena Cartlich     |
| Ned Sparks        | Mijnheer Stackhouse |
| Guy Kibbee        | Hummell             |
| Grant Mitchell    | Stationschef        |
| Walter Catlett    | Neef Gibboney       |
| Inez Courtney     | Faun                |
| Thomas E. Jackson | Rechercheur Quelkin |